# Yoga des yeux
 (avril 2008).
Si vous disposez d'ouvrages ou d'articles de référence ou si vous connaissez des sites web de qualité traitant du thème abordé ici, merci de compléter l'article en donnant les références utiles à sa vérifiabilité et en les liant à la section « Notes et références ».
Le Yoga des yeux est une méthode ayant pour objectif de reposer et embellir les yeux, et d'améliorer la vision. Le but des exercices dans les ateliers de yoga des yeux permet de décontracter et relaxer l'œil des différentes tensions du quotidien dues au stress de la vie ou encore à l'utilisation intensive d'interfaces électroniques comme les écrans de télévision, d'ordinateur... Le yoga des yeux a été décrit comme une pseudoscience par le physicien Sébastien Point, spécialiste des sources de lumière et de sécurité oculaire , qui alerte sur le danger de certains des exercices de la méthode Bates, comme l'observation du soleil . Il rapproche ces dangers de ceux de la chromothérapie,et de la phosphénologie .
Certains mouvements oculaires semblent liés à l'état de relaxation et à certains niveaux d'éveil.

## Historique
Cette technique, dite « yoga des yeux », a été créée en 1920 par un ophtalmologue américain, le Docteur Bates. Celui-ci avait noté que de nombreuses personnes se plaignaient de troubles oculaires. Tous les patients présentaient un regard fixe. Pour pallier ce problème, le docteur mit au point divers exercices.